# Entseinari
L'entseinari (« le porte-étendard » en souletin) est un des personnages principaux des mascarades souletines. Apparu tardivement vers la fin du XIXe siècle il est le porte-drapeau du cortège.

## Étymologie
Le mot entseinari signifie « porte-étendard », « porte-drapeau ». Formé de entsein qui signifie « enseigne » et de -ari qui est un suffixe de substantifs et qui signifie « activité professionnelle ou sportive ».

## Description
L'entseinari porte un pantalon noir et une veste noire à plastron blanc brodé d'or, d'argent et rehaussé de quelques rubans de couleur. Sa tête est couverte d'un bonnet ou d'un béret noir, orné de rubans aux couleurs du Pays basque (rouge, vert, blanc) et sa poitrine est ceinte d'une écharpe tricolore assortie. Il brandit le drapeau de la Soule, de gueule au lion d'or. 
On affecte ce rôle à un excellent danseur.
Quand la troupe est nombreuse, il peut exister un «Entseinari noir ». 

## Rôle dans les mascarades
Au sein de la troupe des « Rouges  » (gorriak), les personnages bien habillés qui représentent l'ordre et la société souletine, l'entseinari fait partie des cinq danseurs principaux, les aitzindariak, « ceux qui marchent devant ». Dernier des cinq à s'avancer lors de l'entrée du cortège dans un village, drapeau au vent,, il exécute un pas de danse entre les haies formées par les autres aitzindariak.
Il participe à de nombreuses danses, seul ou en groupe. Le principal d'entre eux est souvent associé au couple Jauna eta Anderea (le Monsieur et la Dame), un autre au couple Laboraria eta Laborarisa (le paysan et la paysanne). C'est lui qui dirige le mouvement de la grande danse appelée branle souletin (brale-jauztia). Il exécute la spectaculaire danse du verre (godalet dantza) depuis l'entre-deux-guerres.

## Parenté et interprétation
Le personnage a probablement été créé pendant la seconde moitié du XIXe siècle. En 1914, un observateur rapporte que son drapeau « autrefois blanc avec des fleurs de lys dorées, aujourd'hui est tricolore orné de bandes dorées ». Quand les mascarades renaissent à la fin des années 1960, le drapeau est encore tricolore bleu-blanc-rouge ; ce n'est qu'au cours des années 1970 qu'il est remplacé par l’emblème souletin. 
|                                                       |
| Danse de mascarade exécutée par un entseinari (2023). |

|                                                        |
| Deux entseinariak dansent devant une barricade (2023). |

|                    |
| Entseinari (2019). |

|                   |
| À Barcus en 2010. |

|                    |
| À Sauguis en 2014. |

|                         |
| Le drapeau de la Soule. |

|                                                |
| Lors du branle, l'entseinari et la laborarisa. |